# Bubanza (cidade)

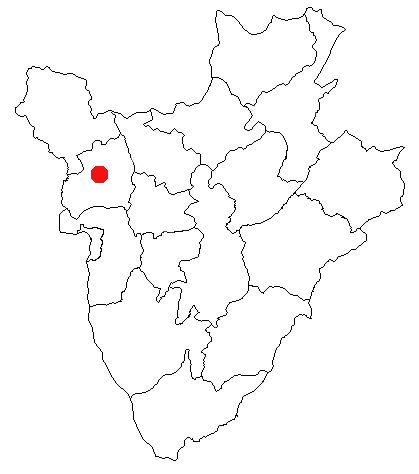
Localização de Bubanza no Burundi

Bubanza é uma cidade do noroeste do Burundi, capital da província de Bubanza.
- Latitude: 3° 4' 60" Sul
- Longitude: 29° 23' 40" Leste
- Altitude: 1.200 metros